# Mataram Királyság

A királyság kiterjedése

Ez a cikk a hindu Mataram államról szól. A muszlim matarami államot lásd: Matarami Szultánság
Mataram hindu királyság volt Jáva szigetének középső részén a 835-től 1006-ig, amelynek létrejöttében és kormányzásában fontos szerepet játszhattak az indiaiak.
A királyság súlypontja Mpu Sindok uralkodó alatt Kelet-Jávára tolódott át. Egyes elméletek szerint ezt a változást a Merapi vulkán kitörése, más elméletek szerint nem a tűzhányó, hanem hatalmi harc okozhatta.
Matara első királya Sandzsaja volt, aki elűzte a Szailendra Királyság uralkodóit Jáváról. A király kőbe vésett feliratokat hagyott hátra.  
Prambanan monumentális hindu templomát Yogyakarta közelében Saksa király építtette. Dharmavangsza király rendelte el a Mahábhárata lefordítását ójávai nyelvre 996-ban.
A királyság Dharmavangsza uralkodásának végén Szrividzsaja katonai nyomása alatt omlott össze. Később Airlangga, a Bali szigetéről való Udajana fia, Dharmavangsza rokona Kahuripan néven szervezte újra a királyságot.

## Királyainak listája
- Sandzsaja (835-838)
- Pikatan (838-850)
- Kajuvani (850-898)
- Balitung (898-910)
- Daksa (910-919)
- Tulodong (919-924)
- Vava (924-929)
- Mpu Sindok (929-947)
- Sri Isyana Tunggavijaya (947-985)
- Dharmavangsza (985-1006)

## Külső hivatkozások
- Jáva korai története (angolul)
- Szailendra, angolul